# Mara Salvatrucha
Mara Salvatrucha (generalmente abreviado como MS, Mara, y MS-13) es una Pandilla internacional de criminales,
cuyas actividades incluyen violación, narcotráfico, extorsión, contrabando de armas, secuestro, robo y asesinatos por encargo, entre otras.
Se originaron en Los Ángeles (California) y se han expandido a otras regiones de Estados Unidos, Canadá, México, el norte de Centroamérica
(Guatemala, El Salvador, Honduras) y en el sur y oeste de Europa (Italia, Portugal, España).
Los países más afectados por la mara Salvatrucha son Guatemala, Belice, El Salvador, Honduras, y en menor medida Canadá, Estados Unidos y México.  Por otra parte, Nicaragua, Costa Rica y Panamá son países centroamericanos que han logrado mantener alejadas estas redes criminales.
En Sudamérica se han reportado algunos brotes en Chile, Ecuador, Bolivia, Perú, Colombia y Venezuela, aunque han fracasado en sus intentos de establecerse.
Los miembros de la mara Salvatrucha se distinguen por tatuajes que cubren el cuerpo y, a menudo, la cara, así como el uso de su propio lenguaje de señas. Son conocidos por su uso de la violencia y un código moral propio que consiste, en su mayor parte, en crueles actos de venganza.
Esta crueldad excesiva de los miembros de las maras o «mareros», les permitió ser contratados por la organización delictiva de Sinaloa, dirigida por Joaquín Guzmán Loera, para ser entrenados en el manejo de armas y contrarrestar la fuerza de la Organización del Golfo (Los Zetas), una guerra que azota el sur de la frontera de Estados Unidos.
Sus actividades en los Estados Unidos atrajeron la atención del FBI, quien junto a la DEA (Drug Enforcement Administration: administración de control de drogas) hacen redadas contra los mareros en las que son detenidos y deportados miles de miembros de la mara Salvatrucha. En febrero de 2025 la MS-13 fue designada como una organización terrorista extranjera por el Departamento de Estado de Estados Unidos.
Pese a las predicciones, a partir de 2022, durante la presidencia de Nayib Bukele, esta banda criminal tuvo un abrupto declive en El Salvador, con miles de sus miembros detenidos.

(...) las cifras oficiales del Gobierno hablan de 65 000 detenciones de supuestos pandilleros durante un año, por la acción de miles de militares y policías que fueron sacados a las calles. Cuando se implementó la política, las autoridades cifraban en 70 000 los integrantes de La Mara Salvatrucha y Barrio 18, entre otras pandillas.
Diario La Razón

## Etimología

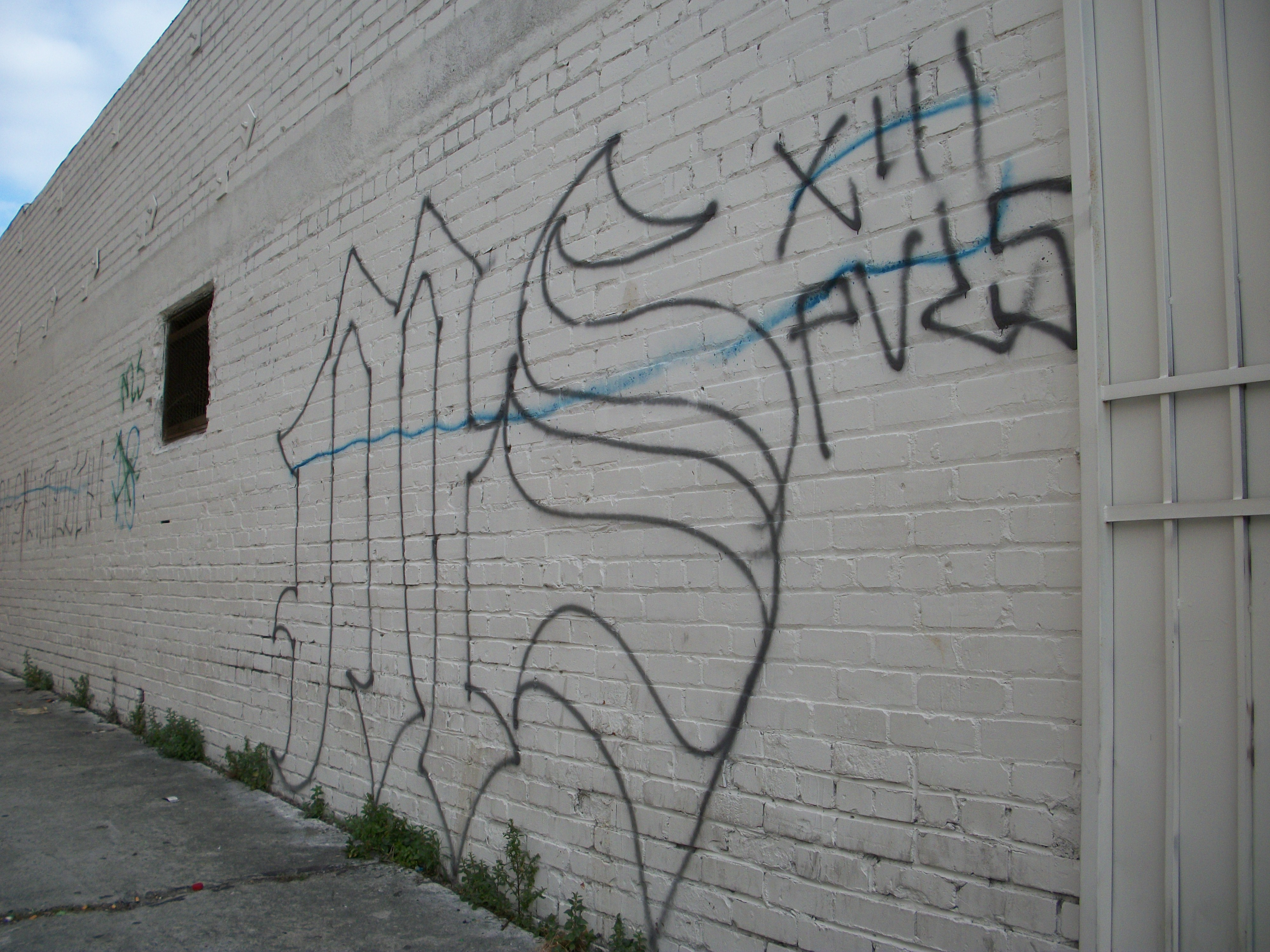
Grafiti con las iniciales de la organización.

La etimología del nombre es Mara (grupo de personas) Salvatrucha (por el país de origen El Salvador).
Fuentes afirman que la banda lleva el nombre de La Mara, una calle de la ciudad de San Salvador,
pero esa calle no existe.
Otra hipótesis es que el nombre proviene de una guerrilla Salvatrucha que habría luchado en la guerra civil de El Salvador,
pero la guerrilla jamás fue llamada Salvatrucha, sino Frente Farabundo Martí para la Liberación Nacional (FMLN).
También puede provenir de «marabunta», una especie de hormigas voraces que se alimentan de todo lo que encuentran a su paso.
Salvatrucha puede ser una combinación de las palabras «salvadoreño y «trucha», una palabra de caló popular que significa ‘estar alerta’.
Lo más probable, sin embargo, es que el nombre se origine en el neologismo «mara», utilizado popularmente como sinónimo de ‘grupo de amigos’ que en los años 1970 y 1980 tuvo un uso extendido y sin ninguna vinculación criminal. Gradualmente el significado del nombre se fue deformando hacia el de ‘pandilla’.
«Salvatrucha» podría deberse a que se utilizó durante algún tiempo el término «salvatrucho» como un gentilicio despectivo deformado de «salvadoreño» y, puesto que los miembros de la pandilla se considerarían parias de su mismo país, podrían haberlo asumido como tal.[cita requerida]
Tomando en cuenta exclusivamente el argot popular de El Salvador, explicado anteriormente, el nombre de la pandilla vendría a significar de manera simple: pandilla salvadoreña, lo cual sería coherente con el origen de pandilla étnica en el sur de Los Ángeles. No obstante, con el paso del tiempo la misma se ha compuesto por otros centroamericanos (en especial guatemaltecos y hondureños) y no solo por salvadoreños. Esta pandilla tiene diferentes «clicas» (células) para poder controlar sus territorios. Estas clicas contienen un número probable de 700 a 1000 miembros.

## Historia

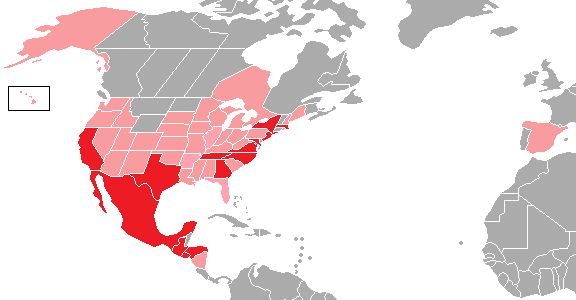
Mapa que muestra la presencia de Mara Salvatrucha en América del Norte, América Central y Europa Occidental.

La Mara Salvatrucha se creó en los años 80 y 90 en las calles de Los Ángeles, California (Estados Unidos), con el propósito de cuidar a los salvadoreños emigrantes. El proceso de migración salvadoreño fue facilitado por la guerra civil en la que el país se vio envuelto dentro del contexto de la Guerra Fría.
La Mara Salvatrucha comenzó por la emigración de los salvadoreños a Estados Unidos. Se presume que comenzó por el maltrato y discriminación que existía hacia los salvadoreños por parte de los mexicanos y afroamericanos. [cita requerida] Así, un grupo de salvadoreños se unieron y crearon esta pandilla, actualmente una de las más violentas del mundo. Tienen rivalidades con otras pandillas como Barrio 18, Mafia mexicana, Latin Kings, Bloods, Crips, etc. Por su parte el FBI y la DEA (Drug Enforcement Administration: Administración de Control de Drogas) han llevado, en varias ocasiones, acciones para detener a este grupo organizado, llegando a deportar muchos de sus miembros a sus países de origen.[cita requerida]
La mara ha experimentado un incremento notable. Se presume que parte del crecimiento de las maras en los jóvenes se debe a diversos problemas familiares, como abandono, maltrato, abuso, etc. Los mareros suelen iniciarse cuando tienen entre 12 y 21 años. Estos jóvenes entran a la mara en busca de apoyo o una familia, siendo esa una de las principales razones por las que un alto porcentaje de adolescentes en Centroamérica se han visto vinculados de una u otra forma con pandillas callejeras. Sin embargo, un alto índice de jóvenes se ve reclutado de forma forzosa por esta pandilla, quienes muchas veces aceptan por temor a represalias.
Esta pandilla tiene diferentes «clicas» (células) para poder controlar sus territorios, por lo que al ser muy territoriales suelen ser brutalmente agresivos con quienes se introducen a los lugares que controlan, e incluso con quienes no forman parte de ella, pero suelen ausentarse de ese sitio y después regresar, al "barrio" que dominan.
Los mareros pueden ser reconocidos por su forma de caminar, vestimenta y por su lenguaje oral y de señales. Se dice que los tatuajes expresan su lealtad y amor a la mara, y cada uno tiene un significado. El rival más conocido de la mara Salvatrucha es el Barrio 18, con los que han tenido, en diversas ocasiones, episodios violentos, e incluso mortales.
En general, se entiende que para mantenerse en la mara, es necesario cometer estos actos de violencia. De hecho, se dice que los mareros no pueden salir de la mara, ya que la única manera de salir es muerto.

## Crímenes conocidos

### Asesinatos en Estados Unidos

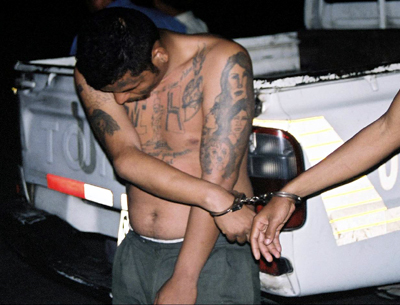
Un sospechoso de la mara Salvatrucha con tatuajes de pandillas es esposado.

El 13 de julio de 2003, Brenda Paz, una joven de 17 años de edad, que era miembro de la mara Salvatrucha e informante del FBI, fue encontrada apuñalada en las orillas del río Shenandoah en el estado de Virginia (Estados Unidos). Paz fue asesinada por informar al FBI sobre las actividades delictivas de la mara Salvatrucha. Dos de sus antiguos amigos fueron posteriormente condenados por el asesinato.
En 2004, el FBI creó la Fuerza Nacional contra Pandillas. En 2005, el FBI ayudó a crear un Centro de Información Nacional de Pandillas y esbozó una Estrategia Nacional de Pandillas para el Congreso.
El 23 de diciembre de 2004, se produjo uno de los crímenes más conocidos de la mara Salvatrucha en Chamelecón (Honduras) cuando un autobús interurbano fue detenido y tiroteado, matando a 28 pasajeros civiles, la mayoría de los cuales eran mujeres y niños.
Seis hombres armados empezaron el tiroteo a los autobuses con armas de fuego y otro subió a bordo y metódicamente ejecutó a los pasajeros.
La mara Salvatrucha organizó la masacre como una protesta contra el Gobierno de Honduras por proponer el restablecimiento de la pena de muerte en el país. En febrero de 2007, Juan Carlos Miranda Bueso y Darwin Alexis Ramírez fueron hallados culpables de varios delitos como asesinato e intento de asesinato. Ebert Aníbal Rivera fue culpado por el ataque y detenido después de haber huido a Texas.
Juan Bautista Jiménez, acusado de planear la masacre, fue asesinado en la cárcel. Según las autoridades, fue ahorcado por sus compañeros reclusos pertenecientes a la mara Salvatrucha.
No hubo pruebas suficientes para condenar a Óscar Fernando Mendoza y Wilson Geovany Gómez.
El 13 de mayo de 2006, Ernesto Smokey Miranda, un exsoldado de alto rango y uno de los fundadores de la Mara Salvatrucha, fue asesinado en su casa en El Salvador unas horas después de negarse a asistir a una fiesta para una miembro de la banda que acababa de ser liberada de la prisión. Había comenzado a estudiar Derecho y a trabajar para mantener a los niños fuera de las pandillas.
El 6 de junio de 2006,
un miembro adolescente de MS-13, Gabriel Granillo, fue apuñalado hasta la muerte en el parque Ervan Chew, en el distrito Neartown de la ciudad de Houston (estado de Texas).
El 4 de junio de 2008, en Toronto (Canadá), la policía ejecutó 22 órdenes de registro, hizo 17 arrestos y estableció 63 cargos a raíz de una investigación que duró cinco meses.
El 22 de junio de 2008, en San Francisco (California), Edwin Ramos (21), un joven miembro de la pandilla, mató a tiros a un padre, Anthony Bologna (48) y a sus dos hijos, Michael (20) y Matthew (16), cuando su automóvil bloqueó brevemente a Ramos impidiéndole completar una vuelta a la izquierda por una calle estrecha cuando regresaban a casa de una barbacoa familiar.
El 26 de noviembre de 2008, Jonathan Retana fue condenado por el asesinato de Miguel Ángel Deras, hecho que las autoridades vinculan a una «iniciación» de la mara Salvatrucha.
En 2008, se llevaron a cabo una serie de arrestos en Estados Unidos y América Central en la que participaron más de 6000 agentes de policía en cinco países. Setenta y tres sospechosos fueron detenidos en los Estados Unidos; y más de 650 en total.
En febrero de 2009, las autoridades de Colorado y California arrestaron a 20 miembros de la mara Salvatrucha y se apoderaron de 10 libras de metanfetaminas, 2.3 kilogramos (5 libras) de cocaína, una pequeña cantidad de heroína, 12 armas de fuego y 3.300 dólares en efectivo.
En junio de 2009, Edwin Ortiz, José Gómez Amaya y Alexander Aguilar, miembros de la mara Salvatrucha de Long Island confundieron transeúntes con miembros de una pandilla rival. Como resultado, tres civiles inocentes fueron asesinados.

### Armas

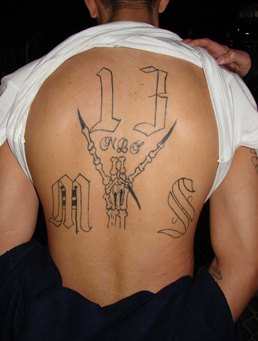
Tatuaje de la organización en un miembro de la banda.

Los pandilleros o mareros, tienden a usar armas de gran calibre para sus hechos delictivos ya que en muchos de sus asesinatos han usado armas de fuego como pistolas, escopetas e incluso fusiles de asalto AK-47 y M16. En algunos casos utilizan arma blancas (cuchillos, machetes, etc).
En sus ataques, generalmente se aseguran de no dejar a su víctima con vida, disparando así varias veces al cuerpo y cabeza, si usan armas de fuego. En el caso de armas blancas, tienden a herir de muerte, incluso desmembrando a la persona atacada. Rara vez los pandilleros llegan a recurrir a combate cuerpo a cuerpo. Además de usar armas para hechos delictivos de violencia, las usan de contrabando para venderlas y/o distribuirlas entre sus mismos miembros.

### Extorsión
La extorsión, también llamada la "renta" o "impuesto de guerra" (en Honduras), es un método mediante el cual se cobra una cantidad de dinero a las personas, especialmente a los trabajadores del transporte colectivo y a los vendedores comerciantes.
Por lo general envían a pandilleros novatos (nuevos miembros) o mujeres (muchos de los cuales son usados para despistar a las autoridades locales en el momento del cobro de esta extorsión) a recolectar el dinero, que es recogido mensual o semanalmente.
Si no se paga la renta, el bus es incendiado o la persona es asesinada. Se calcula que el dinero de las extorsiones puede ascender a 18 millones de dólares anuales.

### La inmigración ilegal y el tráfico humano
De acuerdo con Washington Times, se cree que la mara Salvatrucha ha establecido un centro de contrabando en México.
Se recibieron informes del Proyecto Minuteman, citando que miembros de la mara Salvatrucha fueron enviados a Arizona para luchar contra los agentes de la Patrulla Fronteriza de Estados Unidos y los voluntarios del Proyecto Minuteman.
En 2005, el ministro de seguridad hondureño Óscar Álvarez y el presidente de El Salvador crearon alarma al afirmar que la organización terrorista musulmana Al-Qaeda estaba reunida con la mara Salvatrucha y otras pandillas de América Central para ayudar a infiltrarse en los Estados Unidos. Los agentes del FBI dijeron que los servicios de inteligencia de Estados Unidos y varios países centroamericanos no encontraron ninguna base para creer que la mara Salvatrucha estuviera conectada a Al-Qaeda y otros extremistas islámicos, aunque Álvarez visitó Centroamérica para discutir el tema.
Robert Morales, fiscal de Guatemala, indicó a The Globe and Mail que algunos miembros de pandillas de América Central buscan la condición de refugiados en Canadá. John Robin (superintendente de la Real Policía Montada del Canadá que integra la Fuerza Nacional contra Pandillas) dijo en una entrevista que cree que «los pandilleros tienen la sensación de que la policía aquí no los trata con la misma dureza que allí».
Robin señaló que las autoridades canadienses quieren «evitar terminar como los Estados Unidos, que está tratando con el problema de los delincuentes centroamericanos en una escala mucho mayor».
En la frontera sur de México, la banda ha desatado la violencia contra los emigrantes.

## Ritos

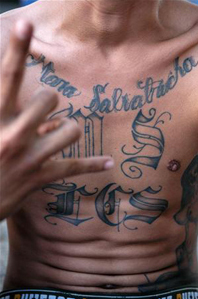
Un pandillero de la mara Salvatrucha haciendo la señal de los cuernos y mostrando los tatuajes.

Muchos miembros de la Mara Salvatrucha se hacen varios tatuajes para demostrar su pleitesía a un líder salvatrucho. Entre los diseños se incluyen «MS», «Salvatrucha», el «Devil Horns», el nombre de alguno de sus líderes, y otros símbolos.
Esta costumbre, que en los inicios de la pandilla era muy usual, se ha ido reduciendo para evitar ser identificados, debido a sus actividades criminales.
Los miembros de la mara Salvatrucha, así como miembros de otras bandas norteamericanas modernas, utilizan un lenguaje de señas para identificarse y comunicarse. Dos de los más comunes son: uno es la «cabeza del diablo» o cuernos, que forman una «M» cuando se muestra al revés; así mismo también el otro es mostrar una o ambas manos escondiendo el dedo anular. La pandilla realiza ritos de iniciación tanto para hombres como para mujeres. Los hombres deben soportar palizas dadas por los demás miembros que llegan a durar 13 segundos, o adentrarse en un barrio de una pandilla rival y matar a uno de sus miembros.
Las mujeres también suelen ser sometidas a palizas y una vez aceptadas tienen la protección de la Mara, aunque también tienen que acatar las decisiones de los hombres. El papel de la mujer en la Mara ha variado de ser simplemente novia o mensajera, a tomar parte activa en los ritos de iniciación e incluso cobrar vidas.
La organización de la Mara Salvatrucha tiene códigos que pueden llegar a requerir  el asesinato. Quienes hablan con la policía cuando son detenidos son asesinados al ser liberados. También matan a los líderes que no obtienen los resultados deseados o a los miembros que se borren los tatuajes (es decir que renuncien a la mara), por citar algunos ejemplos.

### Rangos y apodos
La policía estadounidense reconoce rangos de mando dentro de las células tales como el rango de "Observación" y el rango de "Chequeo" (la policía escribe en general en inglés pero reporta los rangos en español).  Un parte policial de 2019 de Armando Ábrego, por ejemplo, le describía como de rango "Chequeo" y de apodo "Chele"; otros arrestados con él respondían a apodos como "Bimbo" y "Maníaco."

## Nayib Bukele y su política contra las maras
El 3 de septiembre de 2020, el diario digital "El Faro" publicó un reportaje detallando un supuesto acuerdo entre las Mara Salvatrucha y el gobierno de Nayib Bukele. Aunque formalmente nunca se presentaron pruebas.

Los representantes del Ejecutivo y la MS-13 han negociado la reducción de homicidios, beneficios carcelarios y promesas de largo plazo vinculadas al resultado de las elecciones legislativas de 2021.
El Faro

La respuesta del poder ejecutivo, fue autorizar el uso de fuerza letal contra las maras, y una serie de acciones represivas en las cárceles, ampliamente difundidas por la prensa. Se mostraron miles de reos tatuados con cabezas rasuradas, amontonados en forma humillante y corriendo en ropa interior.
Otra acción fue mezclar los reos de distintas pandillas. En 2022, a raíz de una ola de asesinatos que acabó con la vida de más de 70 personas en un solo día, el gobierno decretó estado de excepción por 30 días. En este tiempo se reformaron algunas leyes. El ejército y la policía tienen derecho a disparar y capturar pandilleros, aunque éstos estén retirados o inactivos. También se aumentaron las penas judiciales de 9 a 45 años por pertenecer a una pandilla. Los líderes, o comúnmente llamados "palabreros", tendrían que enfrentar 65 años en prisión aun si no tuvieran un alto historial delictivo. Los pandilleros menores de edad serán juzgados como adultos y las penas para ellos no aplicarían hasta los 18 años, como se hacía con anterioridad. La condena para un menor de edad miembro de una estructura criminal es la misma de un pandillero mayor de edad.

## Películas
- La pandilla aparece brevemente en la película Training Day (2001).
- Los personajes principales del largometraje Sin nombre (2009) son miembros de la mara Salvatrucha en Chiapas (México) y muchas de las tradiciones y las prácticas de la mara Salvatrucha se representan con precisión (asesinatos, tatuajes, violaciones, iniciación, explotación de los migrantes, etc).[58]
- En la película End of Watch (2012) dos compañeros de la policía de Los Ángeles (California) se enfrentan con miembros de la mara Salvatrucha financiados por el Cártel de Sinaloa.
- En la película La vida precoz y breve de Sabina Rivas muestran cómo operan grupos de delincuentes en la zona fronteriza de México con Guatemala.
- En el documental La vida loca, dirigido por Christian Poveda, se muestran las bandas de delincuentes, en especial los integrantes de la pandilla Barrio 18.
- En la película Victorio se ve claramente cómo es la vida de un individuo perteneciente a esta pandilla.
- En la serie El Capo 2 aparecen durante la mayoría de episodios.
- En la película Triple 9 aparecen como una de las pandillas más importantes dentro del filme.
- En la serie El recluso.
- Maras del pabellón del patio en la serie de Netflix.
- El cortometraje de ficción Maras. Ver, Oír y Callar se basa en testimonios de víctimas de la mara.